# 1970年爱达荷州州长选举
1970年爱达荷州州长选举于11月3日举行，此次选举与其他若干州的州长选举、该州的两个联邦众议员选举以及该州其他若干其他职务的选举同时进行，旨在为爱达荷州选出州长。在此次选举中，现任共和党籍的州長唐·山繆森试图再次连任。尽管在共和党初选中塞缪尔森需要面对前州参议员迪克·史密斯的挑战，但他还是以58%的得票率赢得了共和党提名。
民主党提名人塞西尔·安德勒斯曾于1966年参选州长，他当时在民主党原定提名人查尔斯·赫恩登死于九月中旬的一场空难后成为了民主党提名人。
安德勒斯在民主党初选中需要面对两个竞争对手，它们分别是州众议员弗农·雷文斯克罗夫特以及律师劳埃德·沃克。安德勒斯在初选中以大约29,000的票数（得票率为46%）赢得了民主党提名。而在决选中，双方关注的主要竞选议题为环境保护、税收以及教育资金。
在此次选举中，安德勒斯以得票率52.22%的优势赢得了此次选举，其得票数为128,004票。安德勒斯赢得了除中南部以外该州近乎全部地区，不过在农村地带其优势没有预想的那样显著，而这一地区通常为民主党的铁票仓。但是他在城市地带的表现却超出了预期。
此次选举在当时是爱达荷州耗资最多的选举，但选民的投票率却异常低，仅67%的适龄选民前来投票。虽然民主党人赢得了州长选举，但此次胜利未能影响到该州的其他选举。其中民主党人在1970年爱达荷州的选举中仅赢得了两个州级职位，该州的全部两个联邦众议院席位仍被共和党所把持。
在此次选举之后，民主党在该州随后的州长选举中又连胜了五次，直到1994年其连胜才被终结。在这全部六场由民主党获胜的选举中，有四场选举的胜利是由安德勒斯达成的。

## 背景
在1966年的州长选举中，时任州参议员的塞缪尔森在共和党初选中以61%的得票率击败了已经连任三届的现任州长罗伯特·E·斯迈利。塞缪尔森选择挑战斯迈利的一个重要原因是因为斯迈利当时签署了征收销售税的提案，而他在担任州参议院期间便一直秉持着反对销售税的立场。而在决选中，塞缪尔森原本要面对民主党提名人查尔斯·赫恩登的挑战，此人是爱达荷州政治老板汤姆·博伊斯最看重的候选人。然而赫恩登在选举日前的几周死于一场空难，因此民主党只得提名初选中排名第二的候选人安德勒斯。最终塞缪尔森以10,800票以及得票率4.3%的优势赢得了决选，另有54,000张票投给了第三方候选人。
然而在州长任内，塞缪尔森的很多行为都受到了广泛的批评，他的一些反对者甚至称其为“笨蛋唐”。尽管当时共和党掌控了该州的参众两院，但塞缪尔森先后39次否决了州议会通过的提案。

## 初选
双方初选于1970年8月4日星期二举行。

### 共和党初选
在寻求共和党再度提名的过程中，塞缪尔森只需要面对来自雷克斯堡的前州参议员迪克·史密斯这一位挑战者。史密斯曾担任高等教育委员会主席，并以支持高等教育而闻名。由于史密斯几乎未获得州政府官员的支持，因此他只能竭尽全力以取得参选资格。在初选期间，史密斯许诺要努力实行反污染措施，并批评塞缪尔森的财政政策。史密斯获得了教育界的支持。《爱达荷州日报》预测塞缪尔森会赢得初选，但同时也认为他并非绝对不可战胜。
在初选中，塞缪尔森赢得了46,719张票，其得票率为58.36%。而史密斯获得了33,339张票，其得票率为41.64%。在爱达荷州全部44个县中，塞缪尔森赢得了其中34个。

#### 候选人
- 唐·塞缪尔森，来自桑德波因特，现任州长
- 迪克·史密斯，来自雷克斯堡，前州参议员及高等教育委员会主席

#### 结果
| 党派 | 党派   | 候选人              | 得票数 | 百分比 |
| ---- | ------ | ------------------- | ------ | ------ |
|      | 共和党 | 唐·塞缪尔森（现任） | 46,719 | 58.36  |
|      | 共和党 | 迪克·史密斯         | 33,339 | 41.64  |
| 合计 | 合计   | 合计                | 80,058 | 100.00 |

### 民主党初选
共有三人参与民主党初选，其中塞西尔·安德勒斯一直处于领先地位并最终赢得了初选。而他在1966年的民主党选举中，其得票率仅比查尔斯·赫恩登少1.8%，约为2000票。而他在1966年参选州长之前，曾于1960年至1966年间共担任了三届州参议员。安德勒斯在民主党初选中的基本盘与史密斯在共和党初选中的基本盘大致重合。
安德勒斯在初选中需要面对两个竞选对手，他们分别是来自古丁县的州众议员弗农·雷文斯克罗夫特以及来自特温福尔斯的律师劳埃德·沃克。其中雷文斯克罗夫特主张为农民提供援助，并反政府对与农民争夺水资源。而沃克的主张则是更换该州的农业专员。安德勒斯与雷文斯克罗夫特背后都有强大的竞选组织为其提供支持，而沃克则被认为无背后组织支持。
在选举过程中，沃克宣称安德勒斯的25,000美元竞选资金大多来自大企业主的资助，但随后《爱达荷州日报》对此进行了辟谣。实际上安德勒斯所获得的最大一笔捐款仅为1100美元，仅比沃克多100美元。更何况这笔捐款来自于普通个人，而非所谓的大企业主。此外，该日报亦指出沃克对安德勒斯的攻击仅是为了吸引关注。不过《爱达荷州日报》认为沃克分走雷文斯克罗夫特的票更多，如果沃克退选，雷文斯克罗夫特有可能在初选中击败安德勒斯。
雷文斯克罗夫特民意基础主要来自广袤的农村地区，《爱达荷州日报》曾援引他的话说：“我是这三位候选人中唯一手持铁锹者”。农村地区在传统上倾向于保守派，在此次选举中普遍支持雷文斯克罗夫特。
这三位候选人在初选结束时皆耗尽了竞选资金，此时雷文斯克罗夫特与沃克的名气远不及安德勒斯。《爱达荷州日报》在7月31日出版的报纸中认为安德勒斯会赢得民主党提名，但雷文斯克罗夫特得票数会与之相差不多，而沃克亦有可能在8月5日的投票中取得令人吃惊的结果。
在8月份的初选中，安德鲁斯以29,036票（得票率为46.04%）位列第一，而雷文斯克罗夫特以23,369票（得票率为37.05%）屈居第二。沃克则以10,664票位居第三，其得票率为16.91%。

#### 候选人
- 塞西尔·安德勒斯，来自刘易斯顿的州参议员，1966年州长选举的提名人
- 弗农·雷文斯克罗夫特，来自古丁县的州众议员
- 劳埃德·沃克，来自特温福尔斯的律师

#### 结果
| 党派 | 党派   | 候选人              | 得票数 | 百分比 |
| ---- | ------ | ------------------- | ------ | ------ |
|      | 民主党 | 塞西尔·安德勒斯     | 29,036 | 46.04  |
|      | 民主党 | 弗农·雷文斯克罗夫特 | 23,369 | 37.05  |
|      | 民主党 | 劳埃德·沃克         | 10,664 | 16.91  |
| 合计 | 合计   | 合计                | 63,069 | 100.00 |

## 决选

### 竞选活动

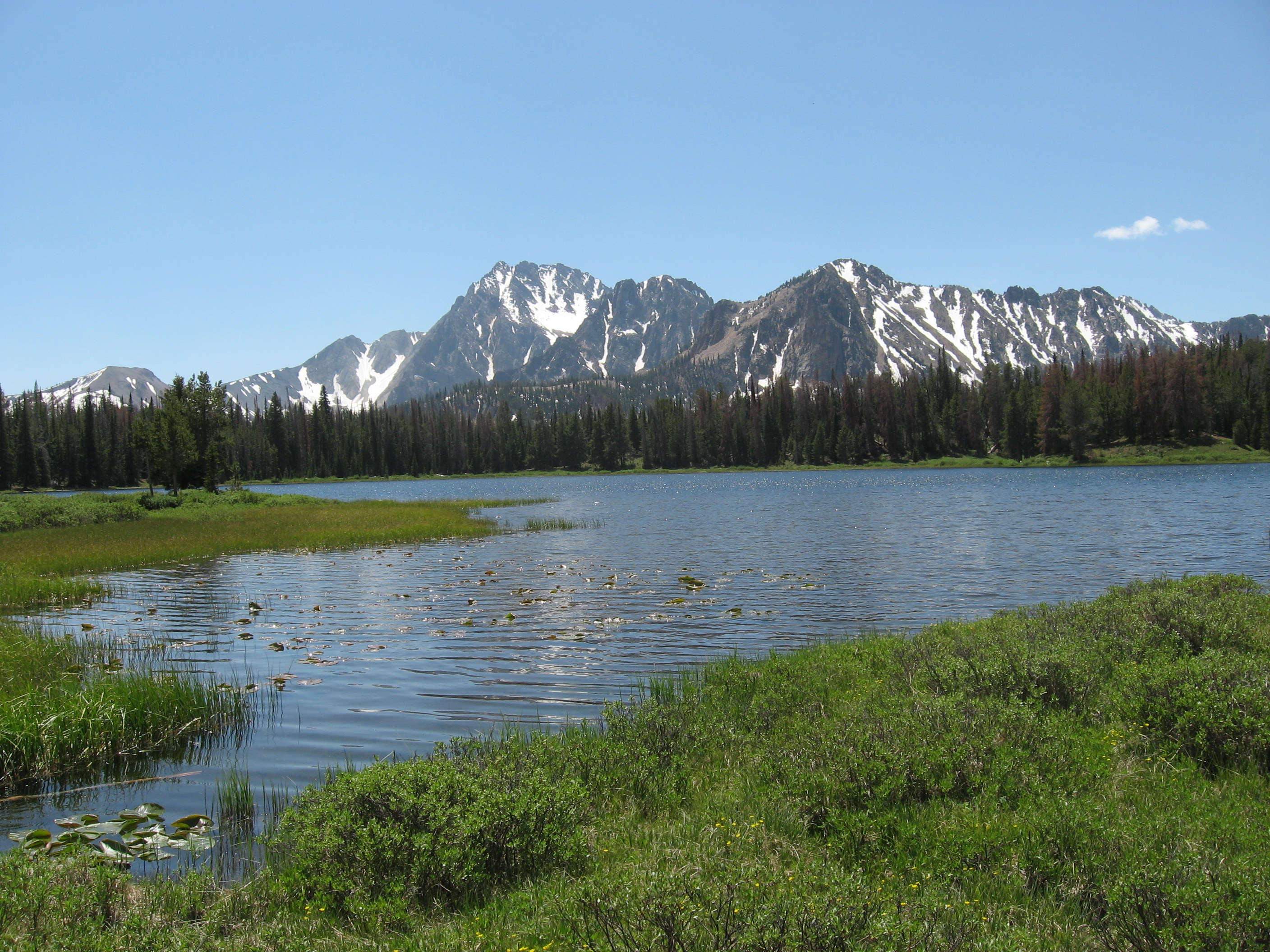
是否在白云山脉进行露天开采成为了此次选举的重要议题之一

在竞选的大部分时间里，安德勒斯都将自己定位为温和的中间派，其竞选口号为“全爱达荷州的州长”。虽然在竞选初期民众很少关注此次选举，但随着候选人就一系列议题展开辩论，民众对这场选举的兴趣在十月份时有所增加。在这次选举中，环境保护、教育以及税收成为了最常被讨论的议题。
到了决选时，塞缪尔森在选民中早已声名狼藉。作为一个财政保守主义者，塞缪尔森否决了一项废除阻止地方政府以累进税率增加税收法律的法案。而安德勒斯则承诺废除此项法律，这一举动赢得了想要涨薪的公职人员支持。此外安德勒斯还支持成立一个由州政府资助但由地方运营的幼儿园项目，并主张通过征收州消费税来获得教育资金。塞缪尔森亦支持增加教育资金，同时在竞选广告中指出在他当政期间教育经费在不断增加。但他和1966年参选时一样，反对征收州消费税。
而竞选的另一个议题是关于在白云山脉进行露天开采。除该州联邦参议员弗兰克·丘奇和其他几位共和党籍国会议员之外，安德勒斯亦反对在白云山脉进行露天开采，并主张在此地建立国家公园和度假区。然而塞缪尔森支持露天开采，并指出这样做可以带来400万美元的收入。塞缪尔森的主张使其获得了以开矿为支柱性产业的卡斯特县支持，并获得了该县80%的选票。但由于城市居民喜欢前往白云山脉度假，因此他的主张遭到了城市居民的烦感。
此外这两位候选人都邀请了知名人物为自己背书，其中联邦参议员弗兰克·丘奇多次在爱达荷州露面，并支持安德勒斯。而时任副总统斯皮罗·阿格纽则来到博伊西为塞缪尔森进行支持，不过阿格纽的到来对除博伊西及其周边地区以外的其他地区影响甚微。

### 选举结果
州长选举于1970年11月3日举行，与之同时进行的选举还包括该州其他若干职务（包括总检察长、副州长和州务卿）和地方的选举，以及该州两位联邦众议员的选举。此次选举的竞选支出比之前任何一场州长选举都要高，但其投票率仅为67.9%（之前曾达到过84%）。而此次选举的总票数亦是自1958年来最少的一次。
在此次选举中，安德勒斯以128,004票（得票率52.22％）对塞缪尔森117,108票（得票率47.78％）的优势赢得了选举。和1966年的选举结果相比，由于此次选举没有第三方候选人，双方的得票数及得票率均有所增加。而在1966年的选举中，共有两位第三方候选人，他们的总得票率超过了21%。安德勒斯在此次选举中的得票数领先塞缪尔森10,896票，和4年前塞缪尔森领先10,842票相比多出了不到60票。
此次选举体现了该州的政治变化趋势。在此次选举之前，高收入的城市地区（诸如博伊西、特温福尔斯和爱达荷福尔斯）通常支持共和党，而低收入的城市地区和农村地区则支持民主党。但在此次选举中，塞缪尔森在低收入地区表现超出预期，但在高收入地区表现不佳，而安德勒斯则与之恰好相反。安德勒斯虽然获得了胜利，但是他只赢得了全部44个县中的十五个。安德勒斯赢得了该州北部、西南部和东南部地区的多数选票，但未能赢得中南部的县。此外，安德勒斯虽然输掉了所有人口数少于1000的县，但在全部五个人口超过20,000的县中，他赢得了其中三个。
| 政党   | 政党                           | 候选人              | 票数    | %      | ±       |
| ------ | ------------------------------ | ------------------- | ------- | ------ | ------- |
|        | 民主党                         | 塞西尔·安德勒斯     | 128,004 | 52.22% | +14.89% |
|        | 共和黨                         | 唐·塞缪尔森（现任） | 117,108 | 47.78% | +6.37%  |
| 总票数 | 总票数                         | 总票数              | 245,112 | 100.0% | N/A     |
|        | 民主党赢得了共和党所把持的席位 |                     |         |        |         |

### 结果分析
有人推测，白云山脉的露天开矿议题是促使安德勒斯胜选的主要原因。由于城市居民经常前往白云山度假，因此他的这一主张使得原本支持共和党的城市地区转而支持民主党。然而亦有人认为此次选举其实是“生活方式的选择”，民众倾向于选择安德勒斯的环境保护和增加教育经费的主张，而非塞缪尔森以牺牲社会计划为代价的财政保守主义。

## 后续

在1970年州长选举之后，民主党州长开始占多数

安德勒斯是24年来第一位当选爱荷华州州长的民主党人，而在之后的24年里则完全由民主党人担任该州州长。安德勒斯随后担任州长一职将近六年，直到1977年1月被吉米·卡特总统任命为内政部长。之后民主党人约翰·埃文斯接任了州长一职，其任期为十年。随后安德勒斯于1987年再度成为爱达荷州州长，开启了他第三个不连续的任期。而随后共和党人菲利普·巴特于1994年成功当选爱荷华州州长，由此终结了民主党在该州长达24年的统治期。之后该州的每一任州长皆为共和党人，直至今日。
虽然在此次选举中民主党人以10,000票及4个百分点的优势取得了胜利，但此次选举并未造成西瓜效应。除安德勒斯以外唯一在全州选举中取胜的民主党人仅有W·安东尼·帕克，他在爱达荷州总检察长选举中击败了试图连任的共和党人罗伯特·M·罗布森。该州的两个联邦众议员席位任由共和党所把持，其中第一选区的共和党候选人以21,000票的优势取胜（总票数为133,258票），第二选区的共和党候选人则以34,000票的优势取胜（总票数为100,925票）。
而在同年其他州的选举中，民主党亦表现不俗。1970年美国共有35个州举行了州长选举，民主党净获得11个州长席位，使民主党籍州长开始占多数。
同年12月6日，《爱达荷州日报》在其刊登的一篇文章中表示了担忧。因为尽管安德勒斯成功当选了州长，但该州的参众两院仍被共和党人所把持。不过很多参众议员表示，党派的差异并不会成为立法的主要阻碍。
就任州长后，安德勒斯成功阻止了白云山脉的开矿计划。因此在2018年时，为表彰其对环境保护做出的贡献，白云山脉被更名为“塞西尔·D·安德勒斯-白云原野”。截至2018年，安德勒斯是最后一位来自爱达荷狭地的州长候选人，当时州众议员宝莱特·乔丹获民主党提名参选州长，不过在决选中被共和党人布拉德·利特尔击败。
而在此次选举中以民主党人的身份参选的弗农·雷文斯克罗夫特之后转投了共和党，他担任过爱达荷州共和党主席，并于1978年再度参加州长选举，后来他因密切参与艾草叛乱而广受关注。其政治主张是限制联邦政府对各州土地的持有，其中包括包括内华达州和爱达荷州。而在卡特政府任职期间，安德勒斯将爱达荷州的土地指定为保护地，这一决定使雷文斯克罗夫特与安德勒斯对簿公堂。此外雷文斯克罗夫特还拥有一家关于自然资源咨询公司，他在这一公司担任说客。这一公司曾聘用后来成为爱达荷州议会女性议员的海伦·切诺维斯，她在克林顿-莱温斯基丑闻期间自曝了与雷文斯克罗夫特长达六年的婚外情关系。